# Natixis
Natixis es un banco corporativo y de inversión creado en noviembre de 2006 de la fusión de las operaciones de gestión de activos e inversión de Natexis Banque Populaire (grupo Banque Populaire) e IXIS (Groupe Caisse d'Epargne).
Los dos principales accionistas, Groupe Caisse d'Epargne y Banque Populaire, conjuntamente poseen más del 70% de Natixis mientras el restante cotiza libremente en la bolsa de París.
Natixis proporciona datos financieros a la sección de "Mercados" del canal de noticias, Euronews. El 26 de octubre de 2010, Natixis Global Asset Management (NGAM) ha adquirido una participación mayoritaria en la empresa start-up "Ossiam" de gestión de activos.

## Operaciones
- Banca corporativa y de inversión: incluye banca de mercados de capitales & deuda y banca corporativa e institucional.
- Gestión de activos: Natixis Global Asset Management es el 14.ª firma en volumen de gestión de activos con $630.000 millones bajo su gestión. Incluye entre sus subsidiarias Harris Associates.
- Banca privada: la unidad de banca privada incluye Banque Privée 1818.
- Servicios: seguros, valores, garantías financieras, y finanzas de consumo.
- Gestión de morosidad (ofrecido a través de sus subsidiaria Coface). Cofase trata análisis de riesgo, apoyando las corporaciones en cuentas pendientes de cobrar.